# Timon van Athene
Timon van Athene was een burger van het oude Athene in de 5e eeuw v.Chr., bekend om zijn spreekwoordelijke mensenhaat.
Deze filosofisch geschoolde man zou door de morele verwording van zijn tijdgenoten zozeer verbitterd geraakt zijn, en zo vervuld van mensenhaat (misantropie) dat hij zich uit het openbare leven terugtrok en ging wonen in een toren buiten de stad. Hoezeer ook afkerig van gezelschap, vatte hij toch enige sympathie op voor Alcibiades. Toen hem gevraagd werd wat daarvan wel de reden mocht zijn, gaf hij als antwoord dat die Alcibiades hem dierbaar was, omdat hij in hem de toekomstige vernietiger van Athene zag.
Een andere anekdote verhaalt hoe Timon in de volksvergadering – tegen al zijn gewoonten in – eens het woord nam, enkel en alleen om aan te kondigen dat hij een huis ging bouwen en daarvoor een vijgenboom moest laten omhakken waaraan al veel Atheners zich hadden opgehangen. Wie dat goede voorbeeld wilde volgen moest zich dus haasten. Mogelijk is deze anekdote een toespeling op de zogenaamde sycofanten.
En toen een tafelgenoot tijdens een banket een gesprek wilde aanknopen door de kwaliteit van de aangeboden gerechten te prijzen, antwoordde Timon dat de maaltijd hem best had kunnen smaken als hij alléén aan tafel had gezeten.
Tot in het graf bleef Timon trouw aan zijn reputatie van misprijzen voor de medemens. Hij overleed als gevolg van een ziekte waarvoor hij weigerde medische hulp in te roepen. Plutarchus citeert de tekst van zijn grafschrift: Aan alle kanten van mijn graf groeien dorens: als je naderbij komt zal je je voet bezeren. Hier ligt Timon, de mensenhater. Ga voorbij en verwens mij, maar loop door!
De verschillende anekdoten over Timons leven zijn te vinden bij allerlei antieke auteurs, onder meer bij Plutarchus, Lucianus en Aristophanes. Cicero bespreekt in zijn Tusculanae disputationes de mensenhaat als een ziekelijk gevolg van een onbeheerste streving in de ziel. Shakespeare baseert zich voor zijn stuk The Life of Timon of Athens (uit ca. 1607) op Lucianus, en op Plutarchus voor de anekdoten. Timon van Athene werd in de Westerse literatuur zozeer het archetype van een misantroop, dat verschillende literaire werken die over mensenhaat handelen zijn naam dragen, zonder dat hij er daarom als personage in optreedt.